# Лобня (река)
Ло́бня — небольшая река в Московской области России, левый приток реки Альбы (Мещерихи), впадающей в Клязьму. Дала название посёлку, а затем городу Лобне, на территории которого она протекает.
На гидрографической карте 1926 года и некоторых других картах Лобня впадает в Клязьму, а Альба (Мещериха) является её притоком.
Также носила названия Лобовка, Лбовка и Букинка.

## География
Речка Лобня берёт свое начало в болотах на территории современной улицы Чайковского. Далее она течет к бывшей деревне Букино (ныне микрорайон Лобни), пересекая Рогачёвскую дорогу. Благодаря речке одна из улиц города получила название «Заречная». Большую часть по городу протекает в трубе, лишь после Авиационной улицы выбирается наружу у Березовой рощи. У Катюшинского поля принимает в себя ручей (Белая Катюшка). Далее впадает в Альбу (Мещериху).
Расстояние от истока до устья составляет примерно 7—9 км.

## История
В 1947 году Киовским сельсоветом было принято решение построить мосты через реку около деревни Нестериха. В 1990-х годах Госсанэпидемнадзор признал реку сильно загрязнённой, ПДК по многим параметрам была превышена в сотни раз.